# برايان غريفين
إتش. برايان غريفين (بالإنجليزية: Brian Griffin)‏ هو شخصية خيالية تظهر في مسلسل الرسوم المتحركة فاميلي غاي. برايان هو كلب متكلم، يعيره صوته الممثل سيث ماكفارلن وقد ظهر للمرة الأولى على شاشة التلفزيون خلال فيلم قصير مدته 15 دقيقة في 20 ديسمبر 1998 جنبا إلى جنب مع بقية أفراد الأسرة. مصمم ومنشيء شخصية برايان هو ماكفارلن نفسه الذي طُلب منه تقديم حلقة تجريبية لشبكة فوكس التلفزيونية تدور حول شخصيتين في فيلمين كرتونيين قصيرين هما ذا لايف أوف لاري ولاري وستيف الأول هو كلب في منتصف العمر يدعى لاري والآخر هو كلب مثقف يدعى ستيف. وبعد أن حصلت الحلقة التجريبية على الضوء الأخضر، ظهرت العائلة في حلقة «ديث هاز آ شادو/الموت لديه ظل».
برايان هو عضو في عائلة غريفين، ويعمل في المقام الأول كاتبًا يكافح لكتابة كتب، وروايات، ومسرحيات، ومقالات صحفية. ظهوره في المسلسل يرتكز على إعادة تصميم ستيف بطل فيلم الرسوم متحركة «ذا لايف أوف لاري وستيف» الذي ألفه ماكفارلن. أشتهرت شخصية برايان خارج المسلسل أيضًا من خلال البضائع، والقمصان، وألعاب الفيديو وأيضًا من خلال ظهوراته في الرسوم المتحركة التي ينتجها ماكفارلن وهي أميريكان داد!، وذا كليفلاند شو.
استقبل النقاد شخصيته في البداية بشكل جيد للغاية رغم أن الاستقبال في السنوات اللاحقة كان مختلطًا. حظيت أحداث حلقة «حياة براين» من الموسم الثاني عشر، التي قُتل فيها برايان، باهتمام كبير من وسائل الإعلام وأثارت ردود فعل سلبية شديدة من محبي العرض. في وقت لاحق، عاد برايان بعد حلقتين في حلقة «كريستماس غاي»، بعد أن سافر ستيوي، صديقه المقرب، في الوقت المناسب لإنقاذه.

## وصلات خارجية
- برايان غريفين في فوكس دوت كوم